# Exercice du pouvoir politique par les femmes
L’exercice du pouvoir politique par les femmes est un sujet de controverse depuis le début des temps historiques, lié à l'inégalités hommes-femmes : celles-ci ne se voient que rarement reconnaître la capacité à diriger une société. On connaît un certain nombre de femmes monarques ou régentes bien qu'elles restent très minoritaires. Depuis le XXe siècle, le droit de vote des femmes s'est généralisé dans la plupart des sociétés et elles peuvent accéder aux fonctions d'autorité politique ou administrative mais peu de chefs d'État ou de gouvernement sont des femmes. On discute si la domination masculine, trait commun à la plupart des sociétés, contribue à entretenir une culture de l'autorité et de la violence et s'il existe une façon spécifiquement féminine d'exercer le pouvoir.

## Histoire

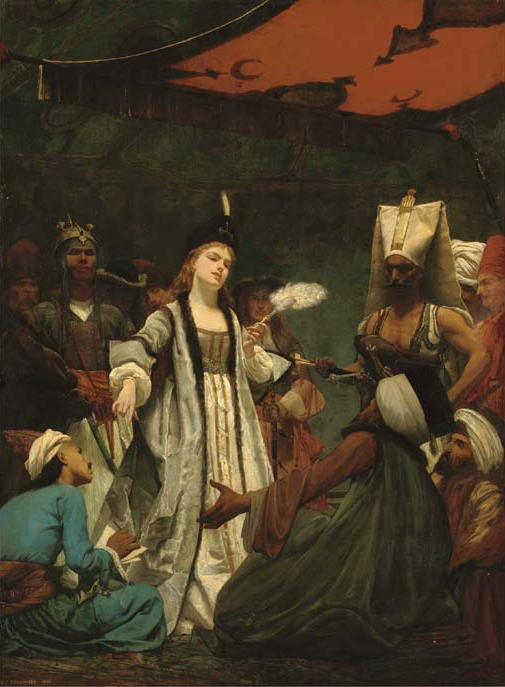
Catherine Ire de Russie négociant le traité du Pruth avec les Ottomans en 1711, toile de Gustave Boulanger, 1866.

Dans les royaumes barbares du Haut Moyen Âge, le souverain est avant tout un chef de guerre et la fonction royale est pratiquement toujours réservée aux hommes. Au cours du Moyen Âge central, la consolidation du système féodal permet parfois à une femme d'hériter de la souveraineté sur un État ou un fief. Le système successoral tend à privilégier les hommes : les femmes sont exclues de la succession dans certains pays (loi salique en France, Bulle d'or de 1356 dans le Saint-Empire) ou n'y accèdent qu'en l'absence d'héritier masculin (Angleterre, Espagne, Portugal, Russie jusqu'à la fin du XVIIIe siècle) ; les légistes ne font qu'entériner une vision générale de la femme médiévale comme inférieure à l'homme. La place reconnue aux femmes dépend beaucoup des opportunités politiques : en Angleterre, le puritain John Knox écrit un traité contre le « régime monstrueux des femmes » dirigé contre la reine catholique Marie Ire mais la succession féminine est beaucoup mieux admise quand elle profite à la protestante Élisabeth Ire. Jusqu'au XIXe siècle, il n'est pas rare que la mère d'un souverain mineur ou absent exerce la régence : on considère qu'elle est plus dévouée qu'un parent masculin aux intérêts de l'enfant et moins susceptible de s'approprier la couronne pour son compte. La France connaît 25 régences féminines et le pouvoir monarchique prend fin sous une régente, Eugénie de Montijo, épouse de Napoléon III. Sous la Révolution française, l'Assemblée nationale constituante entérine le principe de la succession masculine ; les femmes sont exclues de la régence (qu'elles retrouveront momentanément en 1813 et 1870). Elles perdent leurs rares droits politiques comme la participation à certaines assemblées locales et, pour les détentrices de fiefs, aux États provinciaux ; elles sont exclues du droit de vote et de l'accès aux fonctions publiques et les clubs de femmes révolutionnaires sont interdits en 1793  malgré les revendications de militantes comme Olympe de Gouges.
Hors d'Europe, les femmes iroquoises sont parmi les rares à avoir accédé à l'autorité publique à égalité avec les hommes. La place des femmes dans l'islam les exclut traditionnellement du pouvoir politique bien qu'on connaisse un certain nombre de femmes ayant exercé le pouvoir à différents titres,.
Au XXe siècle, parmi les 1941 dirigeants de pays indépendants, on ne compte que 27 femmes. Environ la moitié est arrivée au pouvoir comme veuve ou fille d'un homme dirigeant.
Selon la Banque africaine de développement, sur 42 pays où les statistiques sont disponibles, la féminisation de la chambre basse des Parlements africains est passée de 8 % à 22 % entre 1995 et 2015, avec même un pic à 64 % au Rwanda.

## Une spécificité dans le mode de gouvernance?
Dans son livre The Better Angels of Our Nature, Steven Pinker, psychologue à l'université Harvard, estime que si la violence humaine a progressivement baissé au niveau mondial, elle reste encore très présente. Il estime par ailleurs que « tout au long de l'histoire, les femmes ont été et continueront d'être des forces pacificatrices. La guerre traditionnelle est un jeu d'hommes : les femmes de tribus ne se réunissent jamais en bande pour attaquer les villages voisins » ou encore que « si les femmes avaient le dernier mot dans les décisions militaires, les nations mèneraient moins de guerres idiotes – c'est-à-dire qu'elles renonceraient aux interventions menées par la vengeance, liées au code de l'honneur ou encore militaire ». Cette analyse est toutefois critiquée, « une conception simpliste de la guerre et de l'implication des sociétés dans les grands conflits » estime la géopolitologue Barbara Loyer, en témoigne l'adhésion de nombreuses femmes au Parti nazi, de nos jours à des formations d'extrême droite en Europe ou islamistes en Tunisie ou en Iran, ou les exemples de femmes d'État qui n'ont pas hésité à conduire des guerres,. Ainsi :

« Je constate que les femmes qui ont exercé le pouvoir dans le monde n’ont pas été douces : Margaret Thatcher en Grande-Bretagne, Benazir Bhutto au Pakistan, Indira Gandhi en Inde et Golda Meir en Israël. Êtes-vous sûre qu’elles ont apporté des valeurs plus pacifiantes et moins viriles ? »

— Le président français François Mitterrand à la ministre des Droits des femmes Yvette Roudy, pendant un conseil des ministres.
De même, le Pakistan compte historiquement un certain nombre de femmes dans les hautes sphères de l'État, sans que cela ne gêne la reproduction dans le pays d'un mode de pouvoir familial, avec des femmes politiques issues de grandes lignées. Dans son livre Des mères contre les hommes, l'ethnologue Camille Lacoste-Dujardin explique aussi le rôle des femmes dans la perpétuation de systèmes de domination, notamment par rapport aux relations amoureuses de leurs enfants, sans compter le fait qu'en France, les statistiques montrent que la moitié des mauvais traitements sur les enfants sont le fait des mères. Barbara Loyer note ainsi : « L'accession des femmes au pouvoir ne transforme la société que si elle est aussi la conséquence de profonds changements », citant en exemple les États-Unis, pays pourtant pionnier dans le combat féministe mais qui a vu la victoire de Donald Trump en 2016, ce qui serait la marque de la persistance d'un système de domination masculine.
Il demeure que les femmes dirigeantes sont parvenues au pouvoir dans des mondes politiques essentiellement masculins, selon des règles politiques établies par des hommes, donc en ayant du les utiliser aussi. La question de savoir si le genre revêt une importance dans l'exercice du pouvoir est dès lors débattue, notamment en ce qui concerne l'existence d'une propension particulière chez les femmes dirigeantes à la collaboration plutôt qu'à la rudesse. Le fait que la majorité des criminels soit des hommes peut ainsi conduire à penser la violence comme avant tout masculine, certains chercheurs défendant par exemple l'existence de cellules dans les cerveaux féminins qui favorisaient l’empathie, quand d'autres relativisent les différences biologiques entre les sexes.

### Cas de la Chine
Le féminisme en Chine joue un rôle non négligeable dans la révolution de 1924-1927. Le régime du Parti communiste chinois, à partir de 1949, fait largement appel au féminisme à travers un « front culturel féministe », la Fédération nationale des femmes de Chine, qui contribue à lancer et prolonger la révolution culturelle. Jiang Qing, épouse de Mao Zedong, régente la vie culturelle et fait interdire la plupart des productions artistiques au profit d'œuvres de propagande comme le ballet Le Détachement féminin rouge. Devenue veuve, elle anime la bande des Quatre, une des factions qui se disputent le pouvoir. Évincée et mise en jugement en 1980, elle fait office de bouc émissaire des crimes du régime maoïste. Depuis les réformes économiques chinoises des années 1980, malgré une égalité de principe, les femmes ne jouent aucun rôle notable dans le gouvernement de la Chine. Les femmes sont sous-représentées dans les milieux dirigeants et cette situation a empiré depuis les années 2010 : sur les 25 membres du bureau politique du PCC en 2017, on comptait une seule femme. Aucune femme n'a jamais siégé au Comité central du Parti.

### Cas de l'Inde

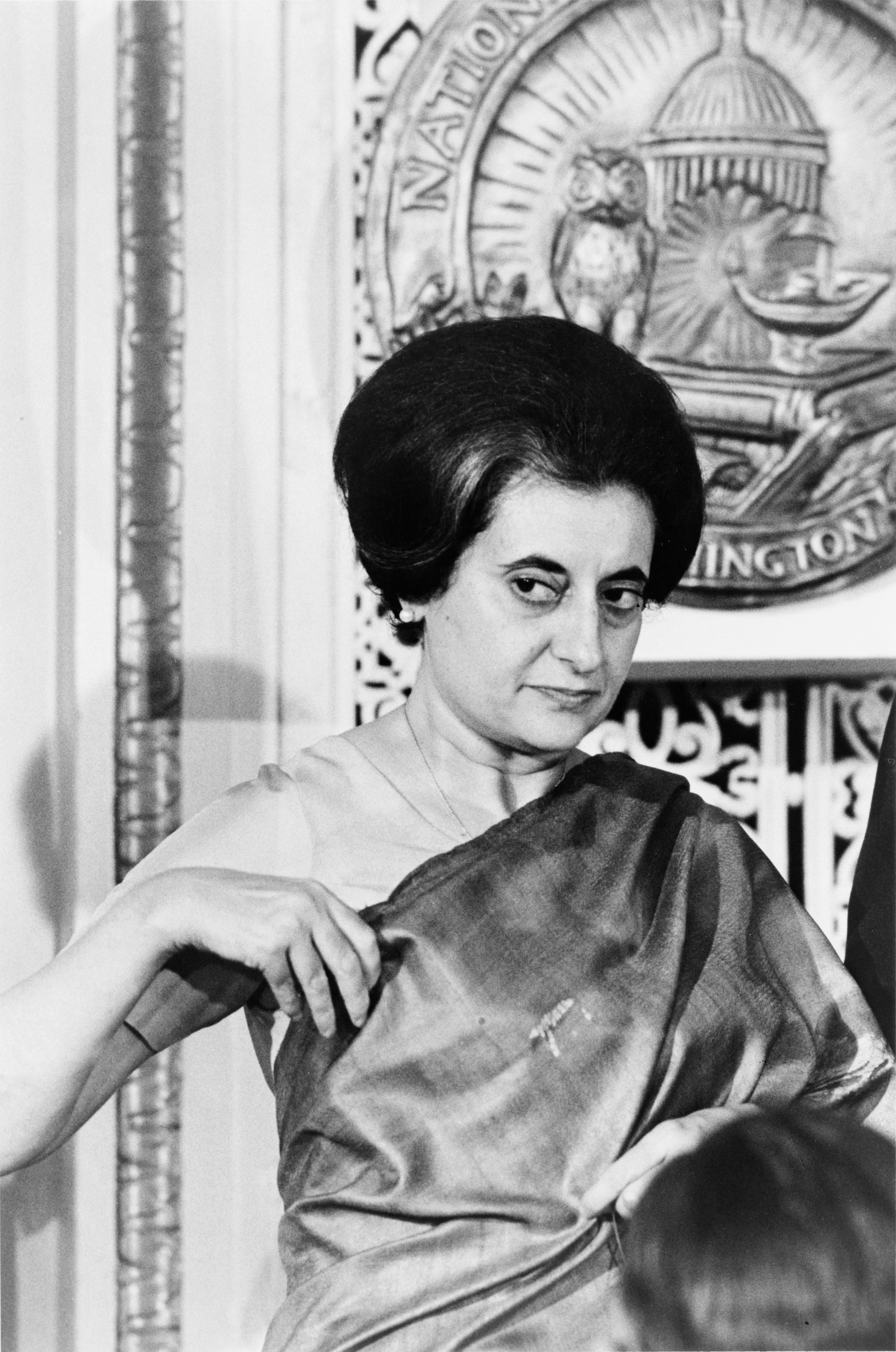
Indira Gandhi.

Dans une étude menée en 2007 sur la spécificité des femmes politiques indiennes par rapport aux hommes, la chercheuse Stéphanie Tawa Lama-Rewal écarte d'emblée toute vision angélique, citant l'autoritarisme d'Indira Gandhi quand elle était Première ministre. Plusieurs femmes politiques ont par ailleurs été impliquées dans des affaires de corruption, certaines usant d'un discours populiste, quand d'autres comme Mamata Banerjee n'hésitent pas à faire acte de violence physique à l'égard d'opposants. Si la chercheuse ne distingue donc pas de « spécificité féminine », elle identifie cependant chez ces femmes des stratégies de communication particulières. Elle note qu'en Inde, la féminité n'est pas seulement associée comme ailleurs à la maternité mais aussi au pouvoir, ce qui rend moins problématique que des femmes s'affirment sur la scène politique. Ainsi, Indira Gahndi se présentait comme une mère mais en insérant dans cette représentation sociale l'idée d'un « devoir maternel » vis-à-vis de la population, prétextant le service des autres pour justifier son autorité. Après la guerre indo-pakistanaise de 1971, elle mobilise par exemple dans sa communication la Dourga, déesse martiale et maternelle à la fois. Pour sa part, Jayalalithaa déclare après une victoire électorale en 2002 : « Le peuple du Tamil Nadu me considère comme sa mère, donc je pense que cette victoire est appropriée. Seule une mère sait ce que son enfant désire, et je vais prouver que je suis une bonne mère ». Il ne faut cependant pas occulter que la principale source de légitimité politique initiale de ces deux femmes est familiale (fille de Premier ministre pour la première et compagne d'un acteur et leader politique pour l'autre).
Stéphanie Tawa Lama-Rewal ajoute que les femmes politiques indiennes n'ont pas, en général, de programme politique spécialement destiné aux femmes. Ainsi, Indira Gandhi ne compta jamais de femmes ministres dans son cabinet ; certes, elle mobilisait parfois la cause des femmes, mais parmi d'autres thèmes et ne se présentait pas comme féministe. C'est surtout son fils Rajiv Gandhi qui mena une politique affirmée en ce sens, qualifiée de « féminisme d'État ». Au début des années 2000, les États indiens dirigés par des femmes ne comptent pas plus de femmes que d'hommes ministres, voire moins, et ses dirigeantes investissent peu les sujets typiquement féminins. Cependant, depuis la fin des années 1990, à la faveur d'un projet de loi prévoyant un quota de femmes au Parlement, plusieurs femmes politiques s'affirment pour la première fois comme des « championnes des femmes » en investissant publiquement ce thème.

### Cas du Royaume-Uni
Jusqu'en 2011, une femme pouvait hériter de la couronne du Royaume-Uni en l'absence d'héritier direct masculin. Depuis 2011, c'est l'aîné des enfants du souverain qui est l'héritier sans considération de sexe. Les règnes de Victoria (de 1837 à 1901) et Élisabeth II (de 1952 à 2022) comptent parmi les plus longs de l'histoire. Le royaume a eu trois femmes comme Premier ministre : Margaret Thatcher de 1979 à 1990, Theresa May de 2016 à 2019, Liz Truss entre septembre et octobre 2022. En mars 2021, la Chambre des communes comptait 34 % de femmes et la Chambre des lords 28 %.
Margaret Thatcher devient, en 1979, la première femme chef de gouvernement en Europe et dans un pays du G7. Personnage très controversé, admiré ou détesté, la « Dame de fer » a fortement marqué la politique britannique de son temps. Seule femme de son cabinet, les observateurs s'accordent sur ses qualités et défauts très peu conformes aux stéréotypes féminins : fermeté, autorité sans compromis, rôle stratégique énergique dans la guerre des Malouines et la crise des euromissiles, mais aussi indifférence aux questions sociales telles que le chômage et la précarité, affectant largement les femmes. Une de ses mesures les plus impopulaires est de supprimer la distribution gratuite de lait dans les écoles, désormais payante ; la presse la surnomme « Thatcher the Milk Snatcher », « celle qui arrache le lait aux enfants ». Si, au début de son mandat et pendant la guerre des Malouines, elle mène une politique de cabinet relativement consensuelle, par la suite, elle exerce le pouvoir de façon de plus en plus solitaire et intransigeante, négligeant l'avis de ses ministres comme des diplomates du Foreign Office ; son isolement au sein de son propre parti conduit à sa chute en 1990, ce qui n'empêche pas son successeur travailliste Anthony Blair d'apparaître comme le plus fidèle continuateur de sa politique étrangère.

## Les femmes dans la politique internationale et humanitaire
Si les femmes accèdent rarement à un rôle de premier plan dans la politique nationale, elles trouvent un terrain un peu plus favorable dans les organisations internationales, européennes et humanitaires. Pendant la Première Guerre mondiale, des princesses comme la reine Élisabeth de Belgique et l'impératrice Zita d'Autriche-Hongrie participent à une diplomatie parallèle en vue de tentatives de paix séparée, qui n'aboutiront pas. D'autres femmes œuvrent au sein du Comité international de la Croix-Rouge mais le bureau central rechigne à leur reconnaître un statut à part entière ; elles ne représentent, jusqu'aux années 1970, que 1 à 3% des délégués. Dans l'Entre-deux-guerres, les associations féministes obtiennent la nomination de femmes au sein de la Société des Nations, par exemple la Française Germaine Malaterre-Sellier : au total, 16 femmes sont déléguées, 160 déléguées adjointes et 42 expertes, représentant 37 nations. Cependant, une seule femme, la Soviétique Alexandra Kollontaï, déléguée de 1935 à 1938, accède au Conseil directeur de la SDN en septembre 1938.
Au Parlement européen, élu pour la première fois au suffrage universel en 1979, les femmes ne représentent lors de la première législature que 15,2 % des élus ; elles passent à 27,4 % en 1994, 35,5 % en 2009 et 40,4 % en 2019. La Commission européenne ne compte aucune femme de 1958 à 1988, une seule de 1989 à 1995. En 2019, elles passent à 12 femmes pour 15 hommes et, pour la première fois, une femme, Ursula von der Leyen, préside la Commission. Les commissaires sont présentés par les États membres avec des différences significatives de l'un à l'autre : si la France, depuis qu'elle est membre de la Commission, ne désigne que 3 femmes sur 34 commissaires, la Suède en présente 6 sur 6.